# Carlos Ignacio
Carlos Ignacio Zaragoza Mora, conocido como Carlos Ignacio (Querétaro, México, 25 de marzo de 1950), es un actor de comedia mexicano. Es conocido por actuar en programas como La casa de la risa y Una familia de

## Biografía
Nacido en México, terminó sus estudios en la Facultad de Comercio y Administración de la UNAM a pedido de su madre. Inicialmente trabajó como gestor de cobranzas, pero fue despedido poco tiempo después. Con el dinero de la liquidación se compró un vehículo, el cual lo utilizó para frecuentar la sede de Televisa.
En 1970 debutó con Raúl Astor en el programa La cosquilla, donde fungió como bailarín y su pareja de pista fue Lucía Méndez. Sin embargo, la comedia que verdaderamente lo dio a conocer fue Sálvese quien pueda, cuya puesta en escena fue estrenada en 1986 bajo la dirección de Manolo Fábregas.
Su primera aparición en el cine fue en la cinta El nano con Gaspar Henaine "Capulina". Poco tiempo después, participó en el programa Cómicos y canciones. Más recientemente, participó en la telenovela Hasta que el dinero nos separe, interpretando a Germán Ramírez. En 2019 regresa al cine en la película El triunfo de vivir con el personajes Ramón mismo que le permitió continuar su actividad filantrópica y con la ayuda de personas y niños con cáncer. Vuelve a la televisión para Televisa en la serie una familia de diez donde interpreta a un personaje LGBT. En 2021 Protagoniza la Saga The Juniors, con el primer film The Juniors y la Fórmula Imperial.
En el (2022) trabaja al lado de la diva mexicana Silvia Pinal en el musical Caperucita que onda con tu abuelita.

## En la televisión
- Una Familia de Diez (2020) - Carlos[5]
- Que bonito amor (2012) - Leonel "pichi" Velázquez
- Hasta que el dinero nos separe (2009-2010) - German Ramírez
- Un gancho al corazón (2008) - Mario
- Una familia de diez (2007/2019-2020) - Carlos, el padre de la Nena
- Duelo de pasiones (2006) - Padre Cristóbal
- Pablo y Andrea (2005) - Abelardo
- La Casa de la Risa (2003-2005)
- Mujer, Casos de la vida real (2003)
- ¡Anabel! (1988)
- El rincón de los prodigios Chaparro (1987)
- Ave Fénix (1986) - Rogelio
- Nosotros los pelados (1984)
- El Tesoro del Saber (1983)
- No empujen (1982)
- El derecho de nacer (1981)
- Odisea Burbujas (1980)
- El Show de Enrique Polivoz - (1978)
- Sábado Loco, Loco (1978)
- La cosquilla (1970)

## Filmografía
- 2021 - The Juniors y la fórmula imperial
- 2019 - El Triunfo de Vivir
- 2005 - Dos chilangos en Acapulco
- 2002 - La noche de los muertos
- 2002 - Víctimas del hambre
- 1996 - Una Boda y Siete Funerales
- 1994 - Suerte en la vida
- 1993 - Fantasmas dos sinvergüenzas
- 1993 - Hoy no circula
- 1992 - No jalen que descobijan
- 1991 - Dos locos en aprietos
- 1989 - Mi compadre Capulina
- 1989 - Si mi cama hablara

## Teatro
- 2022 - Caperucita ¿Qué pasa con tu abuelita? Con Silvia Pinal
- 2011 - ¿Qué pasa en esta casa?
- 2012 - Dos extraños en un tren